# ドゥドゥク
ドゥドゥク（アルメニア語: Դուդուկ、IPA: [duˈduk]）またはツィラナポグ（Ծիրանափող）とは、アルメニアの民族楽器である。ダブルリード（複簧）で発音する木管楽器である。グルジアのドゥドゥキ、アゼルバイジャンのバラバン、トルコのメイ等、近隣諸国でも同系統の楽器が普及している。
材料は主にアンズが使用される。「ツィラナポグ」は「アンズ製の吹奏楽器」の意味。胴には、表に8個、裏に2個の合計10個のフィンガーホールが設けられている。演奏者は本体の上端に挿し込まれたガミシュと呼ばれる葦のダブルリードを咥えて呼気を与え、両手の9本の指を音孔にあてがい吹奏する。
ドゥドゥクは通常2人で演奏されることが多い。一人の奏者が循環呼吸によるドローンを演奏し、もう一人の奏者がメロディや即興演奏を展開する。
2008年には、アルメニアのドゥドゥクとその音楽がUNESCOの無形文化遺産に登録された。 ドゥドゥクの音色は多くの映画で使用されており、特に『グラディエーター』『ロシア・ハウス』で用いられたことで有名である。

## 概要
ドゥドゥクはダブルリードの楽器であり、少なくとも5世紀には存在していたが、それよりも1500年以上前に存在していたと考えるアルメニアの学者もいる。ドゥドゥク起源とされる楽器は、骨か籐などの素材で作られていたと考えられている。現在のドゥドゥクは比較的大きなダブルリードを持ち、本体は熟成されたアプリコット材で作られている。
楽器の胴の長さや調律は、楽器の音域や地域によって異なる。20世紀に入ると、アルメニアのドゥドゥクは全音階で１オクターヴの形に標準化され始めた。A管が主流だが、様々な調の楽器や、キイ付きのものも存在する。
装飾音や半音階は、運指のテクニックと唇でリードに加える圧力の調節で実現する。また、他のダブルリード楽器と比べてリードの幅が広いため、独特の哀愁のある音が奏でられる。頬に貯めた空気で楽器を吹き続けながら鼻から肺に空気を吸い込む循環呼吸を用いることで、音を途切れさせずに演奏することが可能である。
アルメニア各地の伝統的な歌や踊りの伴奏として、冠婚葬祭などの行事で演奏される。近年では一般的なお祭りで演奏されることは少なくなり、プロによるコンサートでの演奏が多くなった。ドゥドゥク奏者はアルメニア語でドゥドゥカハル（դուդահար）と呼ばれている。